# Karl (revue)
Pour les articles homonymes, voir Karl.
KARL est une revue d'échecs allemande publiée par Karl-Verlag à Francfort-sur-le-Main. Dans le sous-titre, KARL se décrit comme « la revue culturelle des échecs ». Dans chaque numéro, un sujet clé est abordé sous différents aspects dans des articles détaillés.

## Portée et publication, auteurs

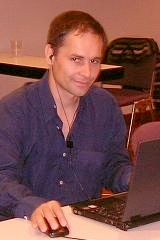
Harry Schaack, Mayence 2009

La revue KARL paraît quatre fois par an et compte environ 64 pages. L'éditeur et rédacteur en chef est le Maître FIDE Harry Schaack. L'équipe permanente d'auteurs comprend des maîtres d'échecs et des experts respectés tels que : le programmeur d'échecs Christian Donninger (de) et l'historien des échecs Michael Ehn (de).
En août 2006, KARL a un tirage de 5 000 exemplaires. Le numéro 3/2008 est également publié dans une version anglaise avec le même contenu. Depuis 2013, un numéro coûte 6,00 euros, à partir de l'émission 3/2018 le prix est de 7,50 euros et est porté à 8 euros (abonnement annuel 30 euros) à partir de l'émission 1/2023.

## Histoire et nom
KARL paraît à partir de novembre 1984 dans la revue du club Schachfreunde Schöneck. À partir du numéro 02/2001, la revue est proposée dans tout le pays et modifie en conséquence son profil de contenu et son apparence.
Selon l'éditeur, le nom de la revue est d'une part le nom d'un membre du club et d'autre part, l' acronyme de « communication, opinions ou autonomie, réalités et couronnes de laurier » - des aspects avec lequel le club s'identifie. Le nom est choisi après une enquête auprès des lecteurs du premier numéro.

## Prix
- En 2014, la revue KARL reçoit le prix allemand des échecs (de) de la Fédération allemande des échecs[5].
- En 2018, KARL reçoit le Trophée Lasker de la Société Emanuel-Lasker[6].

## Contenu
Chaque numéro est consacré à des aspects très différents d’un sujet clé dans des articles complets.
D'autres articles plus ou moins réguliers dans la revue KARL incluent :
- un bref aperçu des événements importants des derniers mois et des faits marquants à venir (« Ce qui était » – « Ce qui sera »),
- Idées des maîtres d'échecs actuels (généralement au-delà des résultats sportifs),
- une partie d'échecs commentée et détaillée
- revues détaillées.